# ماريان إدغار بودي
ماريان إدغار بود (مواليد 10 ديسمبر 1959) هي رئيسة أساقفة واشنطن منذ نوفمبر 2011 وهي أول أثنى تشغل المنصب. قبل ذلك كانت قسيسة في كنيسة القديس يوحنا الأسقفية في مينيابوليس، مينيسوتا لمدة 18 عامًا.

## النشأة والتعليم
ولدت بودي في 10 ديسمبر 1959،[بحاجة لمصدر أفضل] ونشأت في نيوجيرسي وكولورادو.
أكملت دراستها الجامعية في جامعة روتشستر، حيث حصلت على درجة بكالوريوس الآداب في التاريخ مع مرتبة الشرف "ماجنا كوم لاودي"  في عام 1982.[بحاجة لمصدر] كما حصلت على درجة ماجستير في اللاهوت (1989) ودكتوراه في الوزارة (2008) من معهد فيرجينيا اللاهوتي.
رُسمت شماس في 28 مايو 1988 وككاهن في 4 مارس 1989.[بحاجة لمصدر]

## المنشورات
- جمع الأجزاء: الوعظ ممارسة روحية (2007)[1][4]
- استقبال يسوع: طريق المحبة (2019)،[1] مع مقدمة كتبها الأسقف مايكل كاري[5] كيف نتعلم أن نكون شجعان: لحظات حاسمة في الحياة والإيمان (2023)[1]

## الروابط الخارجية
- Profile on the Episcopal Diocese of Washington website